# 中村織央
中村 織央（なかむら おずの、1986年10月13日 - ）は、日本の俳優。東京都出身。esArtist所属。

## 略歴
- 出身中学校は横浜市立保土ケ谷中学校
- フリーターだった21歳の時、渋谷でスカウトされ、俳優の道へ進む[2]。
- 2008年、テレビドラマ『トップセールス』に出演し俳優活動を始める[3]。
- 2013年の連続テレビ小説『ごちそうさん』でヒロインのお見合い相手役、2017年の大河ドラマ『おんな城主 直虎』で徳川家康の片腕・石川数正役を演じる[2]。
- 2020年、テレビドラマ『BG〜身辺警護人〜』に主人公をつけ回す謎の男・加藤役で出演し、ネット上で「あのロン毛イケメンは誰？」と話題になる[2]。

## 人物
- 特技は殺陣、アクション、ラップ、水泳、空手[1]。
- 趣味はスノーボード、映画観賞[1]。
- 名前は本名で、修験道の開祖となる呪術師「役小角」が由来。「父親が『鬼を従えるくらいでかい人間になってほしい』と付けました」とし、「『あの人を呼んでおけば間違いない』と言われる俳優になりたいです。それまでは修行ですね。鬼を従えるまでは」と述べている[2]。

## 出演

### テレビドラマ
- トップセールス 第4話（2008年5月3日、NHK総合） - 小峰憲一 役
- 牙狼-GARO- 〜MAKAISENKI〜（2011年10月7日 - 2012年3月23日、テレビ東京） - 布道レオ、赤い仮面の男 / 布道シグマ 役
  - 牙狼-GARO- -魔戒烈伝- 第5話（2016年5月7日） - 布道レオ 役
- さばドル（2012年1月14日 - 4月7日、テレビ東京） - 合田晋平 役
- クローバー 第2話・第3話（2012年4月21日・28日、テレビ東京） - 新野 役
- タガーリン（2013年4月14日 - 6月23日、フジテレビ） - 木下 役
- 連続テレビ小説 ごちそうさん 第24話（2013年10月26日、NHK） - 丸岡真次郎（青年期） 役
- 27時間テレビスピンオフドラマ 女子アナたちに明日はある（2014年7月26日、フジテレビ）
- 図書館戦争 ブック・オブ・メモリーズ（2015年10月5日、TBS）
- WOWOW×TBS共同制作ドラマ MOZUスピンオフ〜大杉探偵事務所〜砕かれた過去編（2015年11月15日、WOWOW / 12月14日、TBS）
- 大河ドラマ（NHK）
  - おんな城主 直虎 第9回 - 第11回、第20回、第24回、第32回 - 最終回（2017年3月5日 - 19日、5月21日、6月18日、8月13日 - 12月17日） - 石川数正 役[4]
  - 光る君へ 第34回・第35回（2024年9月8日・15日） - 平致頼 役[5]
- BG〜身辺警護人〜 第2章（2020年6月18日 - 7月30日、テレビ朝日） - 加藤一馬 役[2]
- 駐在刑事 Season3 第4話（2022年2月4日、テレビ東京） - 港基晴 役
- スペシャルドラマ 必殺仕事人（2023年1月8日、ABCテレビ・テレビ朝日系） - 正元 役
- RoOT / ルート 第4話・第5話・最終話（2024年4月24日・5月1日・6月5日、テレビ東京） - 貸金業者 役
- 特集ドラマ どうせ死ぬなら、パリで死のう。（2025年3月16日、NHK総合） - 大和田理玖 役[6]

### 配信ドラマ
- 恋愛約束（2008年、魔法のiらんど）

### テレビ番組
- 決戦!関ケ原 空からスクープ 幻の巨大山城（2020年12月19日、NHK BSプレミアム） - 大谷吉継 役
- 決戦!戦国 VR関ヶ原・大坂の陣（2023年12月30日、NHK BS） - 大谷吉継 役

### 映画
- ハンサム★スーツ（2008年11月1日公開、アスミック・エース、英勉監督） - 写真の中のハンサムたち 役
- 桃まつり presents kiss! 弐のキッス!「月夜のバニー」（2009年3月19日公開、桃まつり、矢部真弓監督） - 主演・博一 役
- ソフトボーイ（2010年6月19日公開、東映、豊島圭介監督） - マツモト 役
- 金星（2011年11月29日公開、トリウッドスタジオプロジェクト、早川嗣監督） - 川田信明 役
- SRサイタマノラッパー ロードサイドの逃亡者（2012年4月14日公開、SPOTTED PRODUCTIONS、入江悠監督） - MC空虚 役
- 牙狼-GARO- 〜蒼哭ノ魔竜〜（2013年2月23日公開、東北新社、雨宮慶太監督） - 布道レオ 役
- 図書館戦争シリーズ（東宝、佐藤信介監督） - 図書館特殊部隊隊員 役
  - 図書館戦争（2013年4月27日公開）
  - 図書館戦争-THE LAST MISSION-（2015年10月10日公開）
- 永遠の0（2013年12月21日公開、東宝、山崎貴監督） - 健太郎の友人 役
- 渇き。（2014年6月27日公開、ギャガ、中島哲也監督）
- ホットロード（2014年8月16日公開、松竹、三木孝浩監督）
- 寄生獣 完結編（2015年4月25日公開、東宝、山崎貴監督）
- 龍三と七人の子分たち（2015年4月25日公開、ワーナー・ブラザース映画 / オフィス北野、北野武監督）
- グラスホッパー（2015年11月7日公開、KADOKAWA / 松竹、瀧本智行監督）
- 夜明け（2016年1月19日大隈講堂上映、早稲田大学映像制作実習、中谷真理子監督） - 主演
- あやしい彼女（2016年4月1日公開、松竹、水田伸生監督）
- 森山中教習所（2016年7月9日公開、ファントム・フィルム、豊島圭介監督）
- 花と雨（2020年1月17日公開、ファントム・フィルム、土屋貴史監督） - Biggs 役
- 劇場版シグナル 長期未解決事件捜査班（2021年4月2日公開、東宝、橋本一監督）
- ゴジラ-1.0（2023年11月3日公開、東宝、山崎貴監督）

### MV
- LEO『Lastly feat. Ms.OOJA』（2015年8月1日）
- Creepy Nuts『助演男優賞』（2017年2月1日） - R 役
- Creepy Nuts『板の上の魔物』（2019年8月7日） - 二代目Creepy Nuts R-指定 役

### CM
- サークルKサンクス BankTime「便利でハッピー」篇（2008年）
- モンデリーズ・ジャパン メントス「笑える」篇（2010年）
- 日本コカ・コーラ い・ろ・は・す「フレーバー みずより、みずみずしい」篇（2014年）
- マクドナルド 夏のマックFes!「クォーターパウンダー ハバネロトマト&マックウィング」篇（2014年）
- 日産 NV350キャラバン「太鼓判」篇（2015年）
- JR東日本「2017年度 踏切事故0運動」（2017年）
- 味の素「フードロスラ どうする!?人類篇」（2024年、Web動画）[7]